# Anthony Battaglia (Theologe)
Natale Anthony Battaglia ist ein US-amerikanischer römisch-katholischer Theologe.

## Leben
Battaglia studierte römisch-katholische Theologie. Nach der Promotion an der Princeton University unterrichtete er von 1974 bis 2003 als Hochschullehrer an der California State University, Long Beach römisch-katholische Theologie. 1984 unterzeichnete Battaglia die Kampagne A Catholic Statement on Pluralism and Abortion, die in der Zeitung New York Times erschien.

## Werke (Auswahl)
- The Basis of Morals: A Study of Natural Law in Thomas Aquinas. Princeton, N.J.: Princeton University, 1971
- Toward a Reformulation of Natural Law. New York: Seabury Press, 1981